# 執行機関
執行機関（しっこうきかん）とは、主に司法・行政が関与する機関のことである。執行官などが属する。以下のいずれかの意味で用いられる。
1. 法人において議決機関の決定に基づき行政事務（公法人の場合）又は業務（私法人の場合）を執行する機関。
2. 特に、普通地方公共団体の執行機関（本項目を参照）。
3. 行政機関の一種で、行政上の強制執行または即時強制を行う機関。
4. 裁判の執行を行う機関（本項目を参照）。
5. その他、上記に関連して特に法令で定める意味（本項目を参照）。
6. イギリスのエグゼクティブ・エージェンシー。

## 普通地方公共団体の執行機関

### 執行機関
以下のように、執行機関には普通地方公共団体の首長（都道府県知事・市町村長）のほか、委員会や委員（例えば教育委員会や公安委員会、選挙管理委員会、監査委員など）が含まれる。
- 地方自治法第138条の4

### 執行機関の義務
地方自治法第138条の2では、執行機関について、
と規定している。

### 執行機関の組織
また、地方自治法においては執行機関の組織について、次のように定めている。
- 地方自治法第138条の3

執行機関の事務を補助するため、補助機関（副知事や職員等）が置かれる。

## 裁判の執行を行う機関
裁判（特に民事裁判）の執行を行う予審判事の機関のことを執行機関と呼び、裁判を行う裁判機関と対比される。日本の法令では、奄美群島の復帰に伴う法令の適用の暫定措置等に関する法律7条などに例がある。日本法上、民事執行の執行機関は裁判所（少額訴訟債権執行については裁判所書記官）と執行官であり（民事執行法2条、167条の2第1項）、民事保全執行の執行機関は裁判所と執行官である（民事保全法2条2項）。

## 租税手続法上の執行機関
日本法上、租税手続法においては「滞納処分を執行する行政機関その他の者…、裁判所（…少額訴訟債権執行にあつては、裁判所書記官）、執行官及び破産管財人」が「執行機関」と定義されている（国税通則法39条2項、国税徴収法第2条第1項第13号、地方税法13条の3第2項）。